# Саамская кровь
«Саамская кровь» (швед. Sameblod) — кинофильм режиссёра Аманды Кернелл, вышедший на экраны в 2016 году. Первые 10 минут фильма (и часть финала) взяты непосредственно из короткометражного фильма Stoerre Vaerie (2015, реж. Аманда Кернелл). «Stoerre Vaerie» — первый фильм Кернелла на саамские темы, он был номинирован на приз Большого жюри короткометражного фильма на кинофестивале «Сандэнс», Парк-Сити, штат Юта, США.
Действие фильма происходит в Швеции в 1930-х годах. В нём рассказывается о 14-летней девушке, которая переживает предубеждения в школе кочевников для саамских детей и решает покинуть свой город и отречься от своих саамских корней. Некоторые части этой истории навеяны жизнью собственной бабушки Кернелл.
Премьера фильма состоялась на 73-м Венецианском кинофестивале в разделе «Дни Венеции», где он был удостоен награды Europa Cinemas Label Award и премии Fedeora лучшему режиссёру-дебютанту. Фильм получил премию Lux Prize 2017 года и был номинирован на премию Nordic Council Film Prize 2017 года.

## Сюжет
Действие картины происходит в 1930-е годы, будучи разделено между этой эпохой и нынешним временем. В начале фильма 78-летняя Кристина, саамская женщина, которую в детстве звали Элле-Марья, приезжает со своим сыном Олле и внучкой Санной в небольшой городок где-то в шведской Лапландии на похороны своей младшей сестры. Кристина не хочет там находиться. Она не любит саамов, называет их ворами и лжецами, и её беспокоит, когда люди говорят с ней на её родном языке, южносаамском, который она больше не понимает. Она даже отказывается ночевать в доме своей покойной сестры и предпочла бы поселиться в отеле.
Вечером в отеле Кристина вспоминает своё детство и события, которые заставили её покинуть город.
В 1930-е годы 14-летнюю Элле-Марью отправляют с младшей сестрой Ньенной в школу кочевников. Это школа-интернат для саамских детей, где светловолосая учительница из Смоланда по имени Кристина Лайлер учит их шведскому языку и знать своё место. Если говорить на саамском даже между собой вне класса, это приводит к избиению. Элле-Марья — одна из лучших учениц, с отличными результатами на экзаменах, она стремится совершенствовать свой шведский язык. Её учительница поощряет её интерес к чтению и даёт ей сборник стихов Эдит Сёдергран. Элле-Марья чувствует себя отчуждённой от других саамских детей, и это чувство усиливается, когда учёные из государственного института расовой биологии в Уппсале приходят в школу, чтобы измерить головы детей и сфотографировать их обнажёнными, игнорируя их вопросы о том, что происходит, и не обращая внимания, что им стыдно раздеваться в присутствии друг друга, учителя и соседских мальчиков, которым разрешено смотреть через окна.
После того как Элле-Марья грозит группе этих мальчиков старым ножом отца за расистские оскорбления с их стороны, мальчики режут ей край уха, как саамы делают с оленями. Она отказывается от своего саамского платья
 и берёт одно из платьев своей учительницы с верёвки.
Группа молодых солдат проходит мимо неё на пути к танцам, и Элле-Марья крадётся за ними. За пару часов она узнаёт, каково это — пользоваться уважением и порядочным обращением других без вопросов. Она танцует с мальчиком по имени Никлас, который живёт в Уппсале, и Элле-Марья решает, что она оставит Лапландию и поедет учиться на юг, в Уппсалу. Она говорит Никласу, что её зовут Кристина, и не упоминает свою национальность. Тем не менее, её сестра, которая рассказала секретарю школы о том, что Элле-Марья сбежала, приходит с секретарём, и Элле-Марью насильно удаляют с танца и устраивают ей порку прутьями.
Элле-Марья подходит к своей учительнице и спрашивает, может ли она получить письменную рекомендацию продолжить учебу в Уппсале. Та сообщает Элле-Марье, что она «сообразительна», но саамам не хватает интеллекта, необходимого для высшей учебы. Она утверждает, что девочке нужно жить в северной Швеции, или её культура вымрет, а саамы якобы плохо приспосабливаются к городским условиям. Услышав это, Элле-Марья решает сбежать в Упсалу, крадёт обычную одежду у женщины в поезде и сжигает своё национальное платье. Она приезжает к семье Никласа. Его родители неохотно пускают её в дом на ночь, где у молодых людей происходит близость, но затем просят Элле-Марью уйти и раскрывают сыну, что знают, что их гостья — саамка. Затем Элле-Марья вынуждена спать на улице в Ботаническом саду.
Элле-Марья записывается в школу под именем Кристина Лайлер. Когда она начинает заводить новых друзей, ей выставляют счёт за два семестра обучения в размере 200 шведских крон. Элле-Марья возвращается в семейный дом Никласа, чтобы занять у него денег, но обнаруживает, что Никлас празднует свой день рождения с вечеринкой. Её приглашают присоединиться к вечеринке, где группа студентов университета начинают с ней болтать и дают понять, что знают, что она саамка, благодаря родителям Никласа. Они заставляют её спеть йойк перед тусовщиками. Униженная, Элле-Марья покидает вечеринку, но к ней подходит Никлас, и она просит у него денег. Он даёт ей отповедь, и его мать зовёт его обратно в дом.
Не имея возможности платить за школу, Элле-Марья вынуждена ехать на поезде домой. Элле-Марья возвращается к своей семье, но враждебно относится к ним за то, что они саамы. Она хочет продать свою долю оленей, чтобы оплатить учебу, но её мать отклоняет эту просьбу и просит дочь уйти. На следующее утро мать Элле-Марьи молча даёт дочери деньги на продолжение учебы в виде серебряного пояса, который когда-то принадлежал отцу Элле-Марьи.
Фильм возвращается в наши дни, когда Кристина приносит извинения своей мёртвой сестре Ньенне на южносаамском.

## Контекст
На протяжении двадцатого века саамы изображались дикарями «шведскими» глазами во многих фильмах. В то время шведское общество в целом считало саамов неполноценными, менее умными и неспособными выжить в цивилизованном городе. С одной стороны, шведы постоянно пытались ассимилировать саамов, но, с другой стороны, считали, что саамы должны быть изолированы и оставаться в своём традиционном образе жизни, поэтому они никогда не прекращали подчеркивать разницу между ними.
По словам исследовательницы Моники Ким Мексеи, в последние десятилетия произошли изменения в изображении саамской культуры в кино с посторонней точки зрения на показ глазами героя. Саамская кровь как раз тому пример. В нём рассказывается о юности саамской девушки Элле-Марьи («Другого») и рассказывается её история становления кем-то иным. Столкнувшись с расизмом, некоторые предпочитают изолировать себя в своей культуре, а некоторые — попасть в большинство. Элле-Марья и её сестра Ньенна находятся в той же ситуации, но делают совершенно разный выбор. Элле-Марья желает выдать себя за «нормальную шведку», в то время как Ньенна гордится своей саамской кровью и отказывается вносить какие-либо изменения. Это два типичных отношения к новой культуре. Быть изолированным или ассимилироваться? Саамская кровь не делает оценочных суждений по вариантам, а просто представляет зрителям явление. Здесь нет правых и неправых. Молодежь коренных народов сталкивается с кризисом самоидентификации, который был, есть и, возможно, универсальной проблемой во всем мире. История описывает кризис самоидентификации одной саамской девушки, но, более того, она также сосредоточена на дилемме среди саамов в целом. Таким образом, Саамская кровь считается важной частью саамского кино в истории шведского кинематографа.
По словам Мексеи, определенная саамская иконография была создана с тех пор, как саамы впервые появились на экране в 1947 году. Саамы были связаны с горными высокогорьями, охотой, собирательством, оленями и кочевничеством. Народ саамов был представлен саамскими палатками, хижинами из дёрна, красочными традиционными костюмами и лыжниками в заснеженных пейзажах. Эта иконография была создана для определения саамской культуры в целом и часто использовалась с империалистическим и туристическим взглядом на саамскую культуру. Это укрепляет определенный стереотип о саамском народе. Народ саамов стереотипно изображался как дикарь: с одной стороны, варварский и демонический, в отличие от шведов или норвежцев, с другой стороны — как благородные дикари, которые живут нераздельно с природой, что создаёт романтические идеи саамской идентичности. Саамская кровь использует эту саамскую иконографию не как зрелище, а как активную часть повествования.

## В ролях
- Лене Сесилия Спаррок — Элле-Марья / Кристина (в молодости)
- Май-Дорис Римпи — Элле-Марья / Кристина (в пожилом возрасте)
- Миа-Эрика Спаррок — Ньенна, сестра Элле-Марьи
- Олле Сарри — Олле
- Ханна Альстрём — учительница
- Юлиус Флейшандерль — Никлас
- Малин Крепин — Элиза
- Андреас Кундлер — Густав
- Марика Линдстрём — библиотекарь
- Ханна Асп — Игрид
- Туве Скейдсволл — учительница гимнастики

## Награды и номинации
- 2016 — приз Fedeora за лучший режиссёрский дебют (в рамках программы «Венецианские дни») и приз Label Europa Cinemas Венецианского кинофестиваля.
- 2016 — приз лучшей актрисе (Лене Сесилия Спаррок) и специальный приз жюри Токийского кинофестиваля.
- 2016 — приз «Человеческие ценности» на кинофестивале в Салониках.
- 2017 — два приза Гётеборгского кинофестиваля: приз «Дракон» за лучший северный фильм (Аманда Кернелл), приз имени Свена Нюквиста за лучшую операторскую работу (София Олссон).
- 2017 — приз лучшей актрисе (Лене Сесилия Спаррок) на кинофестивалях в Сиэтле и Вильнюсе.
- 2017 — номинация на кинопремию Северного совета (Аманда Кернелл, Ларс Линдстрём).
- 2018 — четыре премии «Золотой жук»: приз зрительских симпатий, лучший сценарий (Аманда Кернелл), лучшая актриса (Лене Сесилия Спаррок), лучший монтаж (Андерс Сков). Кроме того, лента получила четыре номинации: лучший фильм (Ларс Линдстрём), лучший режиссёр (Аманда Кернелл), лучшая актриса второго плана (Миа-Эрика Спаррок), лучшая операторская работа (София Олссон).

### Комментарии
1. ↑  или, возможно, делает вид, что не понимает; это не проясняется в фильме
2. ↑   Эта часть фильма взята непосредственно из «Stoerre Vaerie».